# Beceal, Kostopil
Beceal (în ucraineană Бечаль) este un sat în comuna Derajne din raionul Kostopil, regiunea Rivne, Ucraina.

## Demografie
Componența lingvistică a localității Beceal
     Ucraineană (100%)
Conform recensământului din 2001, toată populația localității Beceal era vorbitoare de ucraineană (100%).